# Glossario botanico

## A
Abassiale
Pagina inferiore della foglia o rivolta dalla parte opposta al fusto. In genere la faccia di un organo rivolta dalla parte opposta rispetto ad un comune asse di simmetria.
Abortito
Organo che non si è sviluppato come avrebbe dovuto.
Acaule
Pianta apparentemente senza fusto o con fusto così corto che le foglie sembrano nascere dalla radice.
Accrescente
Organo vegetale che continua a vegetare anche dopo la fioritura e permane durante la fruttificazione.
Achenio
Frutto secco indeiscente con pericarpo consistente e con estensioni membranose o piumose che ne consentono la dispersione anemofila.
Aciclico
Termine generalmente assegnato ai fiori i cui elementi (nell'ordine: calice, corolla, androceo e gineceo) sono disposti a spirale (disposizione elicoide). Questa viene considerata una forma arcaica.
Acladio
Parte del fusto compresa tra il capolino e la prima ramificazione sottostante (vedi genere Hieracium).
Acropeta
Indica la direzione verso l'alto di accrescimento (successione delle foglie verso l'apice del rachide, o dell'infiorescenza verso l'alto - fioriscono prima i fiori basali).
Acrotonia
Caratteristica di alcune piante a favorire lo sviluppo dei germogli apicali della pianta
Actinomorfo
Indica un corpo (di organismo animale o vegetale) che presenta organi con diversi piani di simmetria raggiata. Si contrappone a zigomorfo.
Adassiale
Pagina superiore della foglia o rivolta dalla parte del fusto. In genere la faccia di un organo rivolta dalla parte più vicina rispetto ad un comune asse di simmetria.
Adnato
Quando un organo si sviluppa in aderenza ad una specifica struttura (ad esempio le stipole al picciolo).
Aereo
Che si è sviluppato al di sopra del suolo. Così ad esempio “fusto aereo” si contrappone a “fusto sotterraneo” il quale si sviluppa sotto terra.
Afillia
Pianta o organo privo di foglie (afillo).
Afillipode
Si dice di una pianta provvista di foglie basali, ma scomparse alla fioritura.
Agamica
Moltiplicazione asessuata per cui le nuove piante che si originano possiedono le stesse caratteristiche della pianta madre.
Alato
Un fusto, peduncolo o picciolo è alato se presenta degli spigoli longitudinali con creste a lamina.
Alburno
Porzione legnosa chiara che si trova nella parte esterna del fusto e in cui si ha il passaggio della linfa grezza.
Allelopatia
Si ha quando una pianta con le sue sostanze chimiche aeriformi influisce sullo sviluppo delle piante vicine
Allogamia
Impollinazione incrociata; ossia trasporto del polline sui fiori della stessa pianta (geitonogamia) o su altre piante della stessa specie (xenogamia).
Allopoliploidi
Sono piante i cui corredi cromosomici derivano da ibridazione di specie differenti.
Alofite
Piante che vivono in ambienti ricchi di sali.
Alterno
Che si sviluppa dal fusto da posizioni (nodi) a diversi livelli.
Alveale
Zona (o ambiente) limitrofa e/o relativa all'alveo di un fiume o torrente.
Alveolato
Organo cosparso di cavità o fossette come l'alveare (tipico è il ricettacolo alveolato delle Asteraceae).
Amento
Infiorescenze generalmente pendule costituite da fiori unisessuali disposti lungo un asse e ad impollinazione anemofila.
Amplessicaule
Base di una foglia che abbraccia lo stelo.
Anastomosati
Fitti rami paralleli (trasversali) di comunicazione tra venature principali (longitudinali) di una foglia.
Anatropo
È un ovulo capovolto con l'apice verso il basso.
Androceo
Nome collettivo che indica le strutture riproduttive maschili.
Androdioica
Pianta con individui distinti o ermafroditi o esclusivamente maschili.
Antropofita
Pianta infestante non nativa e introdotta in un determinato ambiente dall'azione dell'uomo.
Anfitropo
Ovulo con caratteri sia anatropici che campilotropici.
Angiosperme
Piante con ovuli e semi racchiusi dentro un ovario.
Anisofillia
Le foglie in uno stesso ramo sono differenti in dimensioni e/o forme.
Annuale
Pianta che completa il suo ciclo riproduttivo in un anno per cui la sua vita è non tanto più lunga di tale periodo.
Antera
Parte ingrossata degli stami in cui viene prodotto il polline, solitamente è divisa in due loculi.
Anterifero
Filamento o parte simile di tessuto che sostiene l'antera.
Antesi
Momento in cui avviene la fioritura di una pianta.
Antofillo
Foglia fiorale (brattea) suddivisa in: involucrale (con funzione protettiva o vessillare - perianzio) e sessuale (con funzione riproduttiva - androceo, gineceo).
Apicale
Organo provvisto all'apice di una piccola punta.
Apicolato
Organo terminale provvisto di una punta generalmente robusta.
Apocarpico
Ovario pluricarpellare in cui i carpelli rimangono separati ed indipendenti tra loro.
Apoclamidato
Si dice di un fiore con un solo tipo di verticillo fiorale (tepali).
Apocromia
Riduzione parziale o totale della normale pigmentazione di un esemplare.
Apofita
Pianta infestante che cresce in ambienti antropizzati, che ha probabili antenati in ambienti naturali locali. Le piante apofite si dividono in autoapofite e deuteroapofite.
Apomissia
Fenomeno che consiste nella produzione di semi contenenti embrioni differenziati da una cellula dell'ovulo generalmente diploide. Gli embrioni così prodotti, senza meiosi e gamia, sono geneticamente identici alla pianta madre e vengono definiti come cloni (es. del fenomeno si trovano nelle famiglie Rosaceae e Poaceae).
Apomorfismo
Tratti evoluti e non ereditati o condizione modificata di un carattere.
Appressato
Eretto, con posizione strettamente vicina al fusto o ad altre parti della pianta.
Arbusto
Pianta legnosa con ramificazioni che partono fin dalla base, denominata anche frutice.
Aracnoide
Indumento formato da lunghi peli (o appendici filiformi) disposti in modo disordinato simile ad alcuni tipi di ragnatela.
Archegoniate
Divisione del regno vegetale che comprende le Briofite e le Pteridofite: in entrambe è presente l'archegonio (organo sessuale femminile).
Archegonio
Parte del gametofito femminile nella quale sono contenuti i gameti femminili.
Archeofita
Si dice di una pianta, la cui dispersione è dovuta all'uomo, di origine remota.
Arillo
In un seme è l'espansione del funicolo (organo di collegamento al frutto) tale che avvolge il seme stesso senza aderire al tegumento.
Arista
Prolungamento più o meno stretto e sottile all'apice di un frutto, foglia o di una gluma di graminacea.
Articolo
Porzione corrispondente alla regione internodale; ad esempio tra una strozzatura e l'altra in un frutto a siliqua.
Ascellare
Angolo formato dalla direzione della foglia con la direzione del fusto al suo punto di inserzione sul nodo.
Assile
In generale che ha funzione di asse. In particolare indica una placenta che attraversa diametralmente il pericarpo.
Astato
A forma di punta di asta, lamina fogliare con le auricole che puntano più o meno orizzontalmente verso l'esterno.
Attinomorfo
Fiore che ha più piani di simmetria (simmetria raggiata).
Auricole
Lobi laterali alla base della lamina fogliare.
Autofertilità
Capacità degli organi fiorali di una pianta di fecondarsi tra di loro sullo stesso fiore.
Autogamia
È l'impollinazione all'interno di uno stesso individuo (più esattamente è l'incontro del nucleo maschile con il nucleo femminile per dar luogo alla formazione dello zigote).
Autoimpollinazione
Processo nel quale il polline dalle antere cade sugli stimmi dello stesso fiore.
Autosterilità
Quando gli organi sessuali della pianta sono incapaci di fecondarsi tra di loro.
Avventizie
Piante infestanti, specie introdotte dall'uomo in tempi recenti più o meno involontariamente.
Avventizio
Corpo radicale che prende origine da un fusto sia in posizione aerea che sotterranea o in acqua.

## B
Bacca
Frutto con epicarpo sottile e membranoso e mesocarpo ed endocarpo polposi e succosi in cui sono dispersi i semi (pomodoro, peperone, uva).
Basale
Si dice foglia basale quella disposta alla base della pianta; le foglie lungo il fusto invece si dicono cauline.
Basifissa
Si dice dell'antera quando è attaccata al filamento alla base (vedi anche Mediofissa).
Basipeta
Indica la direzione verso il basso di accrescimento delle foglie o dell'infiorescenza (fioriscono prima i fiori apicali).
Biennale
Pianta che completa il suo ciclo vitale entro due anni; solitamente produce un piccolo fusto, fusto e radici durante il primo anno, fiori e frutti durante il secondo anno e poi muore.
Bifidio
Diviso in due fino a quasi la metà della lunghezza.
Borsicola
È la superficie esterna del rostello delle orchidee. Contiene i retinacoli. Si trova nel gimnostemio.
Branca
Divisione o diramazione di qualsiasi tipo di organo.
Brattea
Foglia che ha subito una trasformazione per svolgere una funzione particolare. Posta di solito sotto l'infiorescenza per proteggerla.
Bratteola
Formazione simile alla brattea, ma di dimensioni minori e generalmente posizionata alla base del peduncolo fiorale.
Bulbillo
Piccolo bulbo aereo; può trovarsi tra le foglie in posizione ascellare o nella zona floreale della pianta in posizioni analoghe.
Bulbo
Parte ingrossata alla base del fusto circondata da spesse squame o foglie basali.

## C
Calatide
Infiorescenza corimbosa a piccoli capolini.
Calcarato
Organo o parte della pianta con appendice speronata.
Calice
Parte esterna dell'involucro fiorale (perianzio) formata dai sepali, generalmente verde, ma qualche volta simile a petali.
Calicetto
Involucro supplementare di un fiore posto al di fuori dei sepali ordinari.
Cambio
Tessuto meristematico che differenziandosi dà origine a tessuti adulti che fanno crescere la pianta in spessore (cambio cribro-legnoso, cambio subero-fellodermico).
Camefita
Pianta perenne le cui gemme svernanti si trovano a meno di 25 cm dal suolo (cespugli, piccoli arbusti).
Campilotropo
È l'ovulo in posizione curva con il micropilo in posizione quasi orizzontale.
Capitato
Lo stimma è capitato quando è ingrossato nella parte apicale per il formarsi di ramature.
Capolino
Infiorescenza formata da fiori sessili disposti fianco a fianco, su un ricettacolo formato dalla porzione allargata di un asse fiorale.
Capsula
Frutto secco che giunto a maturità si apre lasciando uscire (o espellendo) il contenuto.
Carena
Struttura formata da due petali anteriori (o foglie) che, più o meno uniti, somigliano alla chiglia di una nave; si riscontra nei fiori delle leguminose e consimili.
Cariosside
Frutto-seme secco e indeiscente tipico delle Graminaceae.
Carpello
Struttura riproduttiva elementare, femminile, di un fiore, costituita da una foglia trasformata. Nel caso più semplice è libero e non fuso con altri elementi dello stesso tipo. Forma la parte basale del pistillo in cui sono contenuti gli ovuli: l'ovario.
Carpoforo
È la parte che sostiene il frutto (la capsula). Inizialmente sostiene il gineceo e quindi è un prolungamento del ricettacolo.
Cascola
In gergo botanico è la caduta prematura dei frutti di una pianta in seguito a fattori endogeni o a problemi legati alla pianta stessa.
Casmofita
Pianta rupicola le cui radici si insinuano nelle fessure delle rocce.
Caudicola
Tessuto o cordoncello atto a legare il retinacolo ai pollini. Si trova nel rostello (parte del gimnostemio).
Caule
Sinonimo di fusto.
Caulino
Posizionato nella parte aerea di uno stelo (caule). È l'opposto di basale.
Cenocarpico
Quando i carpelli (e gli ovari) e quindi anche i frutti sono concentrati attorno ad un asse comune.
Cespitoso
Si dice di una pianta che sviluppa, dalla radice, numerosi fusti.
Ciclico
Si dice di un fiore quando è composto da più verticilli sovrapposti (es.: calice - corolla - androceo - gineceo).
Ciglia
Peli disposti su una linea che ornano qualche parte di una pianta.
Cigliato
Bordato da ciglia.
Circumscissile
Capsula (o altra struttura) che si apre lungo una linea circolare (in posizione apicale è presente un coperchio).
Cistolito (o litociste)
Ammasso di calcare localizzato nelle cellule dell'epidermide delle foglie di alcune specie.
Cleistogama
Pianta con fiori che non si schiudono.
Clinadrio
Struttura inserita nel gimnostemio contenente le masse polliniche prive di caudicole.
Clorofilla
Pigmento fotosintetico presente nei cloroplasti delle cellule vegetali che permette la fotosintesi grazie all'assorbimento di energia radiante.
Cocleare
Organo morfologicamente simile ad una chiocciola, quindi a struttura convoluta o a spirale.
Collare
La parte in cui la lamina fogliare e la guaina si uniscono. Può essere: ampio, medio o sottile.
Composta
Si dice di una foglia formata da più lamine separate.
Concettacolo
(1) Organo che racchiude gli organi riproduttori di alcune Crittogame; (2) complesso delle logge pericarpiche.
Conduplicata
Generalmente si tratta di una lamina (foglia) che è piegata in due nel senso della lunghezza (longitudinalmente). È una carenatura molto marcata.
Connati
Organi aderenti per disposizione congenita; ad esempio le foglie dello stesso tipo congiunte assieme per il loro lembo basale intorno allo stelo.
Conniventi
Sono petali o sepali (o altri organi) molto vicini tra di loro e generalmente paralleli all'asse principale.
Contrattile
Si dice di una radice che serve per l'interramento della base del fusto ed a mantenerlo ad un giusto livello rispetto al terreno (es. piante con bulbo).
Convoluto
Avvolto, che ha uno sviluppo avvolgente ad esempio di certe foglie o dei denti di deiscenza di una capsula.
Cordato
A forma di cuore rovesciato, con la punta verso l'esterno.
Corimbo
Infiorescenza i cui peduncoli dei fiori partono da diverse altezze dell'asse primario e raggiungono lo stesso piano - a forma di ombrella.
Cormo
Corpo delle piante superiori organizzato nei tre organi fondamentali: radice, fusto e foglia.
Corolla
Parte fiorale composta dai petali che possono essere liberi o più o meno congiunti.
Corologia
La corologia (o fitogeografia corologica) è la disciplina che studia la distribuzione geografica delle piante.
Crassinucellato
Ovulo con nucella pluricellulare molto sviluppata.
Crateriforme
Fiore con corolla a forma di coppa.
Crenato
Margine di una lamina fogliare con denti arrotondati.
Criofila
Specie adattata a vivere in ambienti molto freddi o posti ad altitudini elevate.
Crioturbato
Si dice di un suolo alterato dalle basse temperature e da un clima molto freddo.
Culmo
Il fusto erbaceo delle Graminaceae.
Cuscino
Detto di piante compatte, basse, che formano tappeti e si trovano in ambienti alpini, subalpini, artici o subartici in tutto il mondo.

## D
Deciduo
Che cade presto in autunno.
Decombente
Organo prostrato che torna a sollevarsi verso l'alto.
Decorrente
Quando la lamina fogliare si prolunga verso il basso lungo lo stelo.
Decussate
Sono le foglie a disposizione opposta e incrociate ad angolo retto.
Deiscente
Struttura che si apre per liberare il contenuto (es.: polline o semi).
Dentato
Struttura con il margine provvisto di denti.
Deuteroapofite
Piante che mancano di identità tassonomicamente affini negli ambienti naturali e di cui si ipotizza una loro origine, forse per ibridazione, da entità già in origine sinantropiche, probabilmente apofite.
Diachenio
Tipico delle Apiaceae, indica la divisione in unità singole, contenenti un frutto.
Diadelfi
Sono gli stami quando sono saldati tra di loro in due gruppi (uguali o diseguali).
Dialipetalo
Fiore la cui corolla è composta da petali tra di loro separati.
Dialisepalo
Fiore con il calice avente i sepali separati.
Dicasio
Infiorescenza formata da due rami fioriferi opposti e uno centrale più breve (sinonimo = cima bipara).
Diclina
Pianta con organi sessuali disposti in fiori separati.
Dicotomia
Proprietà di una pianta (o altro elemento botanico) capace di dividersi in due parti.
Didinamo
Fiore con quattro stami di cui due più lunghi e due più corti (labiate).
Dimorfico
Con due diversi aspetti.
Dimorfismo sessuale
Quando in una specie i due sessi differiscono per alcuni caratteri o dimensioni.
Dioico
Con fiori maschili (solo stami) e femminili (solo pistilli) su piante diverse.
Diploclamidato
Perianzio formato da due verticilli ben distinti e specifici: sepali e petali (tipico dei fiori più evoluti).
Diplostemone
Quando l'androceo del fiore ha un numero doppio (o più) di stami rispetto ai petali della corolla.
Disciforme
Si dice di un capolino quando è formato da fiori periferici filiformi e fiori centrali tubulosi.
Discoide
Si dice di un capolino quando è formato solamente da fiori centrali tubulosi.
Distale
Indica il punto più lontano rispetto ad altri riferito ad un punto mediano.
Distico
Indica un ordine di distribuzione (ad esempio delle foglie) a due a due opposte sullo stesso piano, ma su nodi consecutivi.
Drupa
Frutto carnoso succulento, indeiscente che racchiude un nocciolo con un solo seme; ad esempio: ciliegia, albicocca, prugna ecc.
Durame
Legno scuro situato nella parte centrale del fusto in cui il passaggio della linfa grezza è ormai nullo.

## E
Echinato
Organo che presenta spine o punte (come il polline echinato).
Ectesina
Strato più esterno dell'esina (copertura di protezione del polline nelle Angiosperme).
Elaiosomi
Espansioni o appendici di alcuni semi contenenti sostanze nutritive.
Eliofile
Piante che vivono in luoghi illuminati e soleggiati.
Embricato
Elemento contiguo in parte sovrapposto come le tegole di un tetto.
Embrione
Insieme di tessuti che si sviluppano dall'ovulo fecondato e da cui si originerà una nuova pianta.
Emianatropo
Ovulo anatropo con ilo (punto di attacco del funicolo/peduncolo dell'ovulo) disposto lateralmente.
Emiciclico
Fiore a cicli misti con verticilli concentrici (ad esempio calice e corolla) e elementi spiralati  (ad esempio gli organi sessuali); fiore tipico delle Ranunculaceae.
Ensiforme
Indica un organo (solitamente foglie) con una particolare forma a sciabola, appiattito, acuminato all'apice e tagliente ai lati.
Entomofila
Con entomofilia (o impollinazione entomofila) si indica il trasporto di polline e l'impollinazione avvenuti per mezzo di insetti.
Epiblasto
Nell'embrione delle Poaceae consiste in una piccola appendice squamiforme posta in opposizione al cotiledone sul caulicino dell'embrione (residuo ridotto di un secondo cotiledone).
Epicalice
Verticillo di piccole brattee sepaloidi poste alla base di un capolino che a volte avvolge il calice vero e proprio.
Epichilo
Parte apicale (terminale) del labello nel fiore delle orchidee.
Epigeo
Parte aerea della pianta.
Epigino
È un fiore con sepali, petali e stami inseriti alla sommità dell'ovario.
Epipetalo
Stame inserito (adnato) all'interno della corolla.
Ericoide
Portamento somigliante alle eriche (arbusto con molte piccole foglie dalle forme lineari e consistenza rigida).
Eriopode
Indica le foglie della rosetta basale con pelosità molto densa e intrecciata.
Ermafrodito
Detto in particolare di fiore che porta contemporaneamente sia gli stami (struttura riproduttiva maschile) che il pistillo (struttura riproduttiva femminile).
Esaploide
In una pianta indica un nucleo contenente un numero triplo di coppie di cromosomi.
Estrorso
Che si apre dalla parte opposta; tipo un'antera che sparge il polline aprendosi verso l'esterno del fiore dalla parte opposta allo stimma.
Eteroclamidato
Fiore composto da due verticilli separati: il calice con i sepali e la corolla con i petali.
Eterofillia
Foglie della stessa pianta che cambiano aspetto esteriore in funzione dell'irraggiamento del sole.
Eterogamo
Organismo vegetale che produce due o più tipi diversi di fiori (maschili, femminili, ermafroditi).
Eteromero (= numero diverso)
Quando un organo ha un numero di elementi fuori norma, oppure ha un numero diverso di elementi da un altro (esempio: calice e corolla con numero di lobi diversi).
Eutrofico
Habitat ricco di sostanze nutrizionali come azoto e fosforo.

## F
Fascicolata
Si dice della radice se è formata da un fascio di radici tutte della stessa grandezza; a volte sono attorcigliate.
Fenestrato
Indica un organo la cui superficie è forata (vedi foglie perforate).
Filamento
Parte dello stame che sostiene l'antera.
Fillipode
Si dice di una pianta con le foglie basali presenti e che al momento della fioritura formano una rosetta basale.
Fillodio
È un picciolo fogliare appiattito e slargato, che assume l'aspetto di una lamina fogliare, svolgendo anche la funzione fotosintetica.
Filloma
Nome comune di un complesso appendicolare delle cormofite (= foglie, brattee, sepali, petali, tepali, ecc.).
Fiore
Insieme formato da elementi fogliari modificati situati all'apice di uno stelo. Gli elementi principali di un fiore tipico sono: il calice, la corolla, gli stami e il pistillo.
Fimbriato
Si dice di un petalo o del margine di una foglia quando è diviso finemente.
Fistoloso
Si dice di un fusto cavo all'interno.
Fittone
Grossa radice a portamento verticale di sezione cilindrica e affusolata verso il basso.
Flabellata
Lamina fogliare espansa a forma di ventaglio.
Flosculo
Piccolo fiore che concorre alla formazione del capolino delle Asteraceae o Compositae.
Foglia
Nasce da una gemma su uno stelo ed è generalmente costituita da un picciolo e da una lamina che può assumere forme diverse nelle diverse specie.
Fogliolina
Ogni porzione separata di una foglia composta.
Follicolo
Frutto secco sviluppato longitudinalmente con delle fessure per l'apertura ai semi.
Forma
Si riferisce a organismi presentanti caratteristiche occasionali dovute all'ambiente, al clima o stagione di sviluppo.
Frutescente
È un arbusto legnoso e ramificato alto da 1 a 5 metri.
Frutto
Dopo la fecondazione, l'ovario matura e si trasforma nel frutto che contiene i semi che derivano dalla fecondazione degli ovuli. Alla struttura del frutto, oltre all'ovario, possono partecipare anche altre parti del fiore.
Funicolo
Organo di collegamento dell'ovulo alla placenta con la funzione di condurre i succhi e di sostegno.

## G
Gamopetalo
Fiore la cui corolla è composta da petali più o meno saldati tra di loro.
Gamosepalo
Calice in cui i sepali sono saldati interamente o parzialmente tra di loro (= monosepalo; = sinsepalo).
Gemma
Organo vegetativo che rappresenta il primordio di un nuovo asse vegetale, da cui possono avere origine foglie, rami e fiori.
Genicolato
Organo (generalmente un gambo) piegato a ginocchio.
Ghiandolari
Si dicono dei peli quando al tatto emettono un liquido vischioso.
Gimnostemio
Particolare struttura del fiore delle orchidee dove l'androceo è fuso al gineceo.
Gineceo
Struttura riproduttiva femminile, pistillo.
Ginodioica
Pianta che presenta fiori ermafroditi e fiori femminili su individui distinti
Ginoforo
Piccolo peduncolo che sostiene l'ovario.
Ginomonoica
Pianta nella quale coesistono contemporaneamente sia fiori ermafroditi che fiori unisessuali femminili.
Glabro
Liscio, senza peli.
Glanduloso
Pelo fornito di una massa globulosa, spesso vischioso o profumato all'apice.
Glauco
Azzurrognolo o verde biancastro dovuto alla presenza di una patina cerosa sulla superficie.
Glareicola
Specie o comunità che colonizza i substrati ghiaiosi (falde di detrito, ghiaioni, conoidi, ecc.).
Glutine
Materiale di riserva di natura proteica.
Graminiforme
Si riferisce soprattutto alla forma delle foglie simili a quelle delle Graminaceae (Poaceae): lunghe e strette con una carenatura longitudinale centrale.
Guaina
Parte inferiore della foglia che avvolge il fusto generalmente in un nodo.

## H
Habitat
Località o regione in cui si stabilisce un organismo (vegetale o animale).
Habitus
Riguarda l'aspetto e il portamento di una pianta.
Humus
Sostanza che si forma dalla degradazione della sostanza organica; ha colore nerastro, è inodore e ha consistenza colloidale.
Hypofillopode
Pianta con poche foglie basali precocemente disseccate.

## I
Ialino
Quando il sottile margine di una foglia (o brattea) è di colore bianco trasparente.
Ibrido
Individuo ottenuto dai semi di una pianta il cui pistillo ha ricevuto polline proveniente dagli stami di un'altra specie.
Idrocoria
Dispersione dei semi per mezzo dell'acqua.
Igrofila
Tipica pianta del sottobosco umido e ombroso che usufruisce dell'umidità atmosferica.
Ilo
In un seme è la cicatrice che segna il punto d'attacco al funicolo (il peduncolo dell'ovulo).
Imparipennata
Foglia pennato-composta terminante all'estremità con una fogliolina centrale.
Impollinazione
Trasporto di polline dalla parte maschile a quella femminile dell'apparato riproduttivo.
Indeiscente
Struttura che non si apre per liberare il contenuto (es.: semi).
Inerme
Senza spine.
Infero
Si dice di un ovario quando è posto al di sotto dell'inserzione del perianzio (contrario di supero).
Infiorescenza
Ramo fiorito recante un singolo fiore o un gruppo di fiori qualche volta separati solo da brattee.
Inselvatichito
Esemplare non coltivato che è nato dai semi di una pianta coltivata.
Internodio (o internodo)
Intervallo che divide due nodi vicini nel fusto.
Introgressione
(Ibridazione introgressiva) Si ha quando un reincrocio continuo degli ibridi con una delle specie originarie può far sì che si fissino permanentemente nei discendenti uno o più caratteri di queste ultime.
Introrso
Che si apre verso la parte interna, verso l'asse, tipo un'antera che per spargere il polline si apre verso lo stimma.
Involucretto
Gruppo di brattee alla base di un'ombrelletta, o ombrella parziale, in una ombrella composta.
Involucro
Termine generico per indicare il calice o la corolla.
Involucro
Spira o spire di brattee alla base di una ombrelletta o una ombrella, o sotto uno o diversi fiori.
Involuto
Arrotolato verso la superficie superiore.
Ipanzio
Struttura a coppa, costituita dal ricettacolo e dalle basi dei pezzi fiorali saldate tra di loro.
Ipochilo
Parte interna del labello nel fiore delle orchidee.
Ipogeo
Che vive sottoterra.
Ipogino
È un fiore con i sepali, i petali e gli stami inseriti alla base dell'ovario.
Ipotonia
Caratteristica di alcune piante a favorire lo sviluppo di gemme e rami posti nella parte inferiore della pianta, ovvero rivolti verso il basso
Irregolare
Detto di fiore in cui è possibile distinguere una parte destra da una sinistra, cioè a simmetria bilaterale, o di fiore che non mostra alcuna simmetria.
Isofillia
Le foglie in uno stesso ramo sono tutte uguali.
Isomero
(= stesso numero) quando un organo ha lo stesso numero di elementi di un altro (esempio: calice e corolla con lo stesso numero di lobi).
Isostemone
Quando l'androceo ha lo stesso numero di elementi delle parti involucrali (corolla - calice).
Ispido
Ricoperto da peli piuttosto rigidi.

## L
Labello
È il petaloide (tepalo) più grande e sviluppato nel fiore delle orchidee; normalmente è diviso in due parti: ipochilo ed epichilo; il labello ha funzioni vessillari (di richiamo per gli insetti pronubi).
Lacinia
Incisione profonda, irregolare e acuminata sia in foglie che in petali.
Lamina
Lembo fogliare.
Lanceolato
Contorno a forma di lancia, di organo laminare tre volte più lungo che largo e che si assottiglia verso ciascuna estremità.
Lemma
Brattea (fogliolina modificata) più esterna del fiore delle Graminaceae (brattea inferiore della gluma).
Lepidota
Indica una superficie lucente a causa di peli a forma di scudo o squame.
Leptomorfo
In genere indica un carattere, una forma o una struttura gracile o tenue (tipicamente sottile).
Lesiniforme
Organo a forma subcilindrica, simile ad una lesina del calzolaio.
Lettiera
Materiale di vario tipo, generalmente organico e parzialmente decomposto, che ricopre il suolo ed ha una funzione di protezione e riscaldamento della parte ipogea della pianta.
Ligula
Nelle foglie delle Poaceae è un lembo adassiale alla giunzione tra la guaina (avvolta attorno al culmo) e la lamina (la foglia vera e propria).
Ligulato
Fiore tipico delle Asteraceae con una corolla formata da un petalo nastriforme.
Ligulifloro
Capolino formato unicamente da fiori di tipo ligulato.
Lirata
Foglia o altro organo che nella forma è simile ad una lira antica.
Lobo
Elemento delle parti, più o meno separate, di una struttura (corolla, foglia, ecc.).
Loculi
Celle contenenti gli ovuli nell'ovario.
Loculicida
Si dice che una capsula è loculicida quando la deiscenza avviene per fessurazione in corrispondenza a particolari nervature longitudinali.
Lodicule
Alcune squame (1 - 3), poco visibili, del perianzio ridotto nel fiore delle Poaceae (forse relitto di un verticillo di 3 sepali).
Logge
Celle o cavità contenenti il polline nei lobi delle antere (o gli ovuli nell'ovario, o i semi nei frutti).
Lomento
È un particolare tipo di legume (siliqua) segmentato in corrispondenza di ogni seme, che a maturità non si divide in due valve, ma in vari segmenti.
Lunatura
È un fenomeno tipico degli alberi che hanno sofferto il gelo in cui rimane colpita la parte interna dell'alburno, i cui strati, per la morte delle cellule, non si trasformano in durame. Si hanno, quindi, distorsioni delle fibre, eccentricità del midollo e conseguenti irregolarità degli anelli (lunature), irregolarità di spessore fra i diversi tessuti.

## M
Malacofilla
Specie vegetale che presenta foglie non indurite e che generalmente perde le foglie durante l'autunno.
Mediofissa
Si dice dell'antera quando è attaccata al filamento per una sua parte intermedia (vedi anche Basifissa).
Megaforbiete
Comunità erbacee di alte erbe di suoli freschi, ma ben drenati la cui evoluzione è bloccata dalla periodica caduta primaverile di valanghe.
Mellifera
È una pianta particolarmente ricercata dalle api.
Membranoso
Elemento laminare sottile con una consistenza pergamenacea.
Mericarpo
Parte in cui si suddivide lo schizocarpo quando raggiunge la maturità.
Mesocolpia
Nel polline è l'area delimitata da due colpi adiacenti.
Mesofila
Pianta con esigenze intermedie nei confronti della temperatura, sprovvista di particolari adattamenti alle alte e alle basse temperature.
Mesofita
Pianta con esigenze idriche intermedie, poco resistente a stress idrici prolungati e a ristagni idrici prolungati.
Micorriza
Quando c'è un'associazione simbiotica tra un rizoma (radice) e un fungo.
Microfilla
Foglia semplice e indivisa, piccola e stretta, ad apice generalmente acuminato con un unico nervo dorsale; con picciolo e lamina indifferenziata (tipica delle Pteridophyte).
Mirmecoria
È la disseminazione (dei semi) operata dalle formiche.
Monadelfi
Sono i filamenti degli stami saldati in unico fascio che possono eventualmente formare un tubo che avvolge il pistillo.
Moniliforme
Struttura filiforme tipica di alcuni tricomi a forma di corona di rosario (o collana di perle).
Monocarpica
È una pianta annua o bienne che fruttifica una sola volta.
Monocasio
Infiorescenza formata da vari fiori posizionati su un unico asse (sinonimo = cima unipara).
Monoico
Quando i fiori maschili (staminiferi) e femminili (pistilliferi) sono portati dalla stessa pianta.
Monopodiale
Accrescimento tramite un unico meristema apicale (nell'infiorescenza monopodiale i fiori crescono lateralmente).
Monospermo
È un frutto che contiene un solo seme.
Monotelica
È una infiorescenza di tipo "definito", ossia l'asse principale (e quelli laterali) dell'infiorescenza termina con un fiore.
Monotipo
Gruppo tassonomico con un solo tipo; ad esempio una famiglia con un solo genere, oppure un genere con una sola specie (= monospecifico).
Mucronato
Organo provvisto all'apice di una piccola punta acuta e rigida.
Multifida
Foglia la cui lamina è suddivisa più volte, per cui risulta composta da diversi segmenti più o meno lineari.
Muticato
Organo che non finisce in punta.

## N
Naturalizzata
Pianta introdotta in una certa zona dall'uomo e che continua a riprodursi autonomamente.
Navicolare
Un organo a forma di navicella (ad esempio una squama o foglia) con la faccia inferiore carenata.
Nettario
Struttura che secerne piccole gocce dolci, il nettare, ed è situata sui petali, alla base delle foglie o alla base del pistillo.
Nitrofila
Pianta che predilige substrati abbondantemente azotati.
Noce
Frutto monocarpico con involucro erbaceo o cuoioso (cùpola), ora aperto e squamiforme, ora chiuso e aculeato, contenente uno o più acheni (nocciòlo, castagno).
Nodo
Parte del fusto da cui hanno origine le foglie; se la foglia è inguainante (ha la base che abbraccia il fusto) il nodo è situato alla base della guaina.
Nototribico
Fiore nel quale il polline è depositato sulla parte posteriore del corpo dell'insetto pronubo (funzione di impollinazione).

## O
Obcordata
Foglia a forma di cuore con la punta verso il picciolo e con una insenatura a prolungamento dello stesso.
Obcuneata
Forma a cuneo rovesciato (si allarga verso l'esterno); tipica di alcuni petali.
Obdiplostemonia
In un fiore è la contrapposizione del calice o della corolla al verticillo degli stami.
Oblanceolata
Foglia a forma di lancia rovesciata.
Oblata
È la forma del polline quando l'asse polare è più corto del diametro equatoriale.
Oblungo
Organo di forma allungata (foglia, petalo o altro) con margini più o meno paralleli.
Obovata
Foglia o altra parte della pianta a forma di uovo rovesciato (con la parte più stretta verso la base).
Obtuso
Termine usato in generale per indicare una forma non acuta.
Ocrea
È una stipola tubolare a forma d'involucro che si trova alla base di un nodo fogliare; struttura tipica della famiglia delle Polygonaceae.
Oligotrofico
Habitat povero o privo di componenti nutrizionali.
ombrella
Infiorescenza tipica delle Apiaceae o Ombrellifere.
Omogamia
Caso in cui il polline dell'androceo può fecondare l'ovario dello stesso fiore.
Omoplasia
È una falsa omologia (o somiglianza), derivata da vari fattori (come convergenza evolutiva, evoluzione morfologica parallela o inversione degli stati di un carattere).
Opposto
Termine usato in particolare per le foglie quando queste nascono in coppia dallo stesso nodo, per i fiori quando due differenti parti di perianzio sono sullo stesso raggio e non sono alternate.
Orecchiette
Vedi auricole.
Orofita
Pianta che vegeta in prevalenza ad altitudini montane.
Ortodonta
Si dice di una capsula quando i denti di deiscenza sono revoluti.
Ortotropo
È un ovulo in posizione eretta.
Ottuso
Apice più o meno arrotondato.
Ovario
Parte di un fiore formata da un singolo carpello, o da più carpelli fusi che racchiudono l'ovulo o gli ovuli.
Ovulo
Piccolo corpo arrotondato o ovale che è attaccato al margine di un carpello e racchiuso in un ovario (nelle Angiosperme). Dopo la fecondazione, l'ovulo matura trasformandosi nel seme.

## P
Pachicaule
Pianta avente il fusto ingrossato alla base.
Pachimorfo
In genere indica un carattere, una forma o una struttura con dimensioni aumentate (tipicamente lo spessore) rispetto alla norma.
Pagine
Superficie di una foglia
Palea
1. Brattea del fiore delle Graminaceae (è la brattea superiore della gluma) o delle Compositae.
2. Minutissime squamette che ricoprono fusto, piccioli e fronde di molte Felci.
Palizzata
Tessuto parenchimatico di tipo clorofilliano (nelle foglie contiene i 4/5 dei cloroplasti) formato da cellule compresse a forma allungata.
Palmatifida
Foglia a forma palmata col margine inciso sino alla nervatura centrale per almeno 2/3.
Palmatosetta
Foglia palmata i cui margini sono profondamente incisi in lobi fino alla nervatura centrale.
Palminervia
È una foglia con nervature disposte a ventaglio con partenza da un unico punto (generalmente l'inserzione del picciolo).
Panduriforme
È una foglia che si presenta oblunga e somiglia a una chitarra per un restringimento nella zona mediana della lamina.
Panicolato
Infiorescenza o altra struttura simile ad una pannocchia.
Pannocchia lassa
Infiorescenza a forma di grappolo, di fiori distanti l'uno dall'altro e/o con ramo (o peduncolo) che si piega facilmente.
Pannocchia ramosa
Infiorescenza a forma di grappolo di fiori molto ramificato.
Papilionaceo
Tipico di una struttura che somiglia ad una farfalla (es.: corolla del fiore delle Fabaceae e consimili).
Papilloso
Quando un organo è coperto da minuscole protuberanze (papille).
Pappo
Ciuffo di peli o anello di scaglie che nasce su un frutto.
Parallelinervia
Si dice di una foglia a nervature parallele (disposizione longitudinale) le quali confluiscono all'apice della stessa.
Paripennata
Foglia pennato-composta formata da un numero pari di segmenti laterali (senza lobo centrale).
Patente
Quando l'elemento considerato (peli, petali, peduncoli...) sporge dal fusto ad angolo retto.
Pauciflora
Infiorescenza composta da pochi fiori.
Pedata
Foglia composta da più segmenti più o meno lanceolati disposti parallelamente e inseriti su un lembo perpendicolare al picciolo.
Pedicello
È il sostegno di un singolo fiore appartenente ad una infiorescenza; in questo caso si distingue così dal peduncolo che è relativo a tutta l'infiorescenza.
Peduncolato
Che ha un peduncolo evidente e separato.
Peduncolo
Gambo che termina in un fiore.
Peli a navetta
Sono peli a forma di “T” (o “Y”) con i bracci laterali aventi un'angolazione minore di 180°.
Peli stellati
Rosette di peli che formano dei piccoli cuscinetti che a volte possono formare densi tappeti.
Peltata
Foglia il cui picciolo è attaccato alla superficie inferiore della lamina fogliare.
Penicillato
Organo con peli raccolti a forma di pennello.
Pennata
Foglia composta con le foglioline disposte in file su entrambi i lati della venatura centrale.
Pennatifida
Foglia a forma di penna con margini mediamente incisi fino ad un quarto della larghezza della foglia.
Pennatolobata
Foglia a forma di penna con margini mediamente incisi meno di un quarto della larghezza della foglia.
Pennatopartita
Foglia a forma di penna con margini mediamente incisi oltre un quarto della larghezza della foglia.
Pennatosetta
Foglia a forma di penna profondamente incisa fino alla nervatura centrale.
Penninervia
Si dice di una foglia a nervatura pennata formata da un nervo centrale più grosso, al quale confluiscono nervi laterali più sottili e copiosamente ramificati.
Pentafillo
Che ha 5 elementi: foglia con 5 lobi; calice con 5 sepali; corolla penta-petala, ecc.
Pentamero
Si dice di un fiore a cinque petali e/o sepali.
Perenne
Pianta che vive più di due stagioni riproduttive: alberi, arbusti e piante erbacee che hanno dei fusti sotterranei ben sviluppati.
Perfetto
Dicesi di fiore che ha contemporaneamente stami e pistillo.
Perfoliata
Lamina fogliare che circonda (ne è attraversata) completamente lo stelo.
Perianzio
La struttura formata dal calice e dalla corolla nel loro insieme.
Pericarpo
La parte del frutto che ricopre il seme.
Perigino
Si chiama così l'androceo quando gli stami sono inseriti direttamente sul calice.
Perigonio
È l'involucro completo del fiore formato dal calice e dalla corolla, quando questi due elementi non sono distinguibili.
Personata
È una corolla tubulosa, bilabiata che ricorda una faccia umanoide (es. Bocca di leone).
Persistente
Dicesi di struttura che vive oltre i termini normali, per es. foglie persistenti sono quelle che non cadono in autunno.
Petalo
Parte dell'involucro più interno del perianzio, la corolla, che quando il fiore è impollinato dagli animali, non dal vento, è vistosamente colorato.
Petaloideo
Si dice di un sepalo quando è colorato e quindi simula un petalo.
Petiolata
Foglia o altro organo simile con un evidente picciolo.
Pettinato
Che ha l'aspetto di un pettine.
Picciolato
Che ha un picciolo.
Picciolo
Parte relativamente stretta sotto la lamina fogliare, comunemente chiamata peduncolo fogliare e che serve a sostenere la foglia.
Pirene
In un frutto tipo drupa è la parte centrale (un nocciolo duro) contenente i semi.
Pistillifero
Fiore avente il pistillo, ma non stami.
Pistillo
Parte del fiore formata da carpelli liberi o fusi tra loro, situata nella parte centrale del fiore. In un pistillo si distinguono tre parti: l'ovario, lo stilo e lo stimma.
Placenta
È la parte dell'ovario, formata dai carpelli, contenente gli ovuli.
Placentazione
È la disposizione della placenta nell'ovario (centrale – parietale).
Plantula
Piantina appena germogliata dal seme.
Plesiomorfismo
Ereditarietà di tratti provenienti dagli antenati o forma ancestrale di un carattere.
Pleurotribico
Fiore i cui filamenti degli stami sono posizionati tra le labbra superiori e inferiori della corolla bilabiata e con le antere che si aprono l'una verso l'altra.
Poliandria
Fiore caratterizzato da un numero molto grande di stami.
Policarpica
È una pianta annua o bienne che fruttifica più volte nella sua vita.
Poligama
Pianta che porta contemporaneamente sia fiori ermafroditi che unisessuali (maschili o femminili).
Polimorfica
Si dice di una specie quando presenta aspetti morfologici differenti in base alla zona, clima, altitudine, ecc.
Polispermatico
È un frutto contenente un numero molto alto di semi.
Politelica
È una infiorescenza di tipo "indefinito", ossia la zona di accrescimento produce solo fiori laterali e quindi è priva di un fiore apicale.
Politomia
Quando un albero filogenetico ha più di due rami su un nodo (tricotomia se ha 3; dicotomia se ha 2).
Polline
Granuli che si formano nell'antera di uno stame e che alla fine producono il gamete maschile.
Pollone
Fusto ipogeo, ad andamento orizzontale, che produce radici e in superficie ha squame al posto di foglie.
Porocida
Deiscenza particolare dei sacchi pollinici delle antere di alcune piante.
Profillo
Brattea prossima agli antofilli che sottende l'infiorescenza e connata al peduncolo fiorale.
Prolata
È la forma del polline quando l'asse polare è più lungo del diametro equatoriale.
Pronubo
Animale (insetto) che favorisce l'impollinazione di una pianta.
Prostrato
Fusto o pianta a portamento strisciante.
Proterandrìa
Nei fiori ermafroditi è il fenomeno per il quale gli organi maschili maturano prima di quelli femminili, per impedire l'autofecondazione.
Proteroginìa
Nei fiori ermafroditi è il fenomeno per il quale gli organi femminili (ovuli) maturano prima di quelli maschili (polline), per impedire l'autofecondazione.
Pruina
Sostanza cerosa (quasi polverosa e facilmente asportabile) con funzione protettiva.
Pseudobulbo
Organo vegetale, derivato dall'ingrossamento di una parte del fusto, utilizzato dalla pianta per immagazzinare energia sotto forma di carboidrati e acqua.
Pseudofillopode
Pianta con foglie cauline addensate nella parte basale così da somigliare ad una rosetta basale.
Pseudospighetta
È simile alla spighetta, ma si genera dal tessuto meristematico del ramo.
 Pubescente
Ricoperto di una peluria densa e sottile.
Pulvino
Leggero ingrossamento alla base della foglia o del relativo picciolo di alcune specie

## R
Racemo
Un racemo semplice è un'inflorescenza in cui i fiori hanno un gambo distinto e sono nati uno sopra l'altro su un asse fiorifero principale. I più vecchi tra loro si trovano vicino alla base dell'infiorescenza stessa.
Rachide
È l'asse principale di un organo (la nervatura centrale di una foglia; il fusto portante di una infiorescenza).
Rachilla
(Rachide secondaria) Nelle Poaceae è l’asse della spighetta sul quale sono inseriti i singoli fiori.
Radiato
Si dice di un capolino quando è formato da fiori ligulati periferici e al centro da fiori tubulosi.
Radicale
Relativo alla radice; normalmente viene indicata così la foglia inserita direttamente nella regione del colletto radicale (punto superiore iniziale della radice).
Reptante
Si dice di una pianta quando il suo sviluppo è aderente al terreno ( = strisciante).
Resta
Prolungamento sottile (filiforme) posto all'apice di un sepalo o brattea.
Resupinato
Quando un fiore ha una posizione invertita rispetto a quella originale (conformazione tipica delle orchidee).
Retinacolo
È una zona glutinosa (ghiandola vischiosa del rostello) che si lega alle masse polliniche tramite caudicole. Si trova nel gimnostemio.
Retuso
Si dice di un petalo (o altro) provvisto all'apice di una piccola incisura (incavatura del contorno).
Revoluto
Indica un organo ripiegato (generalmente verso il basso o l'esterno).
Ricettacolo
Parte superiore di un peduncolo fiorale su cui sono sistemate le varie parti del fiore.
Ripariale
Si dice di quella zona eco-biologica d'interfaccia tra la terra e un corso d'acqua.
Rizoma
Fusto trasformato con andamento orizzontale e sotterraneo.
Roncinata
È una foglia pennatosetta con i lobi irregolari a forma di ronciglio (ferro rampino adunco).
Rosetta
Insieme di foglie disposte in genere alla base della pianta, appiattite sul terreno e disposte a raggiera.
Rostello
Nel gimnostemio delle orchidee indica la parte vischiosa che ha la funzione di catturare il polline tramite un corpo adesivo.
Rosulato
Fogliame raccolto in verticilli ravvicinati a rosetta.

## S
Sacciforme
Struttura a cavità sotto forma di sacco (es. lo sperone delle orchidee).
Sagittata
È una foglia quando ha una forma simile alla punta di una freccia.
Samara
Frutto secco indeiscente
Sarmentosa
Si dice di una pianta a portamento prostrato o rampicante a rami con internodi sviluppati, munita di organi di sostegno.
Scabroso
Organo con superficie rugosa e ruvida (ad esempio di una foglia o di un fusto).
Scanalato
Contrassegnato da scanalature longitudinali.
Scandente
Fusto con portamento prostrato o anche rampicante su altri fusti di piante diverse.
Scapo
Asse fiorifero. Fusto privo di foglie che parte direttamente dalla radice e porta uno o più fiori. Es: tarassaco, scilla.
Scaposa
Pianta con rosetta basale e scapo afillo (o poche foglie cauline ridotte a squame) e con capolino apicale.
Scarioso
Organo (simile a foglia o brattea) che ha la consistenza di una squama membranacea.
Sciafile
Piante che prediligono posizioni ombreggiate.
Schizoendemismo
Diversificazione di una specie floreale verificatasi a causa di fenomeni geomorfologici.
Schizocarpo
Frutto formato da un insieme di mericarpi che si separano a maturità.
Scorpioide
Infiorescenza di tipo unipara (a sviluppo laterale) con portamento curvo e a spirale.
Scutello
Lamina in posizione laterale esistente nell'embrione di alcune Monocotiledoni (Poaceae).
Semi-infero
Si dice di un ovario quando è posto in posizione intermedia rispetto all'inserzione del perianzio.
Sepali
Foglia petaloidea costituente la parte più esterna del calice del fiore.
Sepaloide
È un tepalo (o strutture simili) che ha la forma (o assolve alla funzione) di un sepalo.
Sericei
Peli setolosi.
Sessile
Organo vegetale direttamente attaccato al ramo, privo di peduncolo (fiore, foglia).
Setoloso
Provvisto di lunghi peli rigidi.
Setticida
Si dice che una capsula è setticida quando la deiscenza avviene per fessurazione in corrispondenza a un setto del frutto.
Sferoidale
È la forma del polline quando l'asse polare è più o meno lungo come il diametro equatoriale.
Siliquetta
Tipica forma del frutto delle Brassicaceae (cruciferae) costituito da due parti che alla maturità si distaccano lasciando una membrana centrale su cui sono attaccate due serie di semi.
Simpetala
Si dice di una corolla quando i petali sono fusi tra loro almeno alla base.
Simpodiale
È una diramazione dicotomica con parte dei rami atrofizzati disposti sempre o dallo stesso lato (cima scorpioide) o alternati (cima elicoide).
Sinantropa
Pianta che vive in preferenza vicino alle abitazioni umane.
Sincarpico
Si dice di un pistillo (gineceo) formato da più carpelli saldati a formare un unico ovario.
Sinflorescenza
Raggruppamento di gruppi di fiori (o altrimenti raggruppamento di infiorescenze).
Spadice
Infiorescenza tipo spiga carnosa col diametro di grandi dimensioni.
Spata
Grande brattea a carattere foglioso che avvolge e protegge la formazione di alcune infiorescenze delle monocotiledoni spadici.
Spatolata
Si dice della forma di una foglia quando è stretta alla base e larga all'apice.
Spermatofita
Pianta che produce semi.
Spicastro
È il nome dato all'infiorescenza caratteristica delle Lamiaceae e presenta dei fiori posti nei verticilli fogliari.
Spiciforme
È una infiorescenza di tipo racemoso o a spiga, con fiori sessili a portamento sciolto e lasso (= Spighiforme).
Spighetta
Nell'infiorescenza delle Poaceae è una parte (ramificazione) della spiga e comprende uno (uniflora), due (biflora) o più fiori (multiflora).
Spirociclica
Si dice quando la disposizione-inserzione dei petali sul ricettacolo è in parte spiralata e in parte ciclica.
Sporigeno
Tessuto di tipo anterifero (ad esempio nei petali) capace di generare il polline.
Sporulazione
Atto di diffusione delle spore.
Squama
Fa parte del capolino ed è una brattea esterna che protegge/circonda il fiore, insieme ad altre squame.
Stame
Struttura riproduttiva maschile del fiore portante l'antera con il polline.
Staminale
Ciò che è relativo allo stame e in genere indica delle parti relative alla funzione riproduttrice maschile.
Staminifero
Fiore avente gli stami ma non il pistillo.
Staminodia
Quando un filloma (normalmente un tepalo o petalo) si trasforma in uno stame.
Stereoma
Insieme di sclereidi e fibre a sostegno di alcune parti della pianta (come ad esempio la parte basale delle brattee dell'involucro di alcune specie di Asteraceae).
Sternotribico
Fiore nel quale il polline si deposita sulla parte ventrale del corpo dell'insetto pronubo (funzione di nutrizione).
Stigma
Parte superiore del pistillo, spesso espansa e vischiosa, su cui si deposita il polline.
Stilo
Parte del pistillo intermedia tra l'ovario e lo stigma.
Stilopodio
Disco, o ingrossamento, a forma di corona posto alla base dello stilo all'apice dell'ovario (nelle Apiaceae assume la funzione di cuscinetto nettarifero).
Stipole
Piccole foglioline che si possono trovare alla base del picciolo.
Stipitato
Organo dotato di una appendice pedicellare.
Stolone
È la parte basale del fusto che strisciando sul terreno può emettere radici.
Stoma
Apertura situata sull'epidermide che consente gli scambi gassosi.
Strigoso
Organo con pelosità ispida, setolosa, spesso con peli tutti rivolti in un solo verso.
Strofiolo
Parte carnosa del seme derivante dal peduncolo che collega l'ovulo all'ovario.
Subacaule
Pianta con poche foglie cauline (lungo il fusto) e una rosetta di foglie basali.
Subglabro
È un organo scarsamente o poco peloso.
Subulata
Forma cilindrica che verso l'apice si restringe gradualmente in una punta.
Succulento
Si dice di un organo della pianta (radice, fusto, foglia) che ha la capacità di immagazzinare liquidi nel proprio interno.
Suffruticosa
Piccola pianta perenne, legnosa con rami erbacei fino alla base, alta al massimo mezzo metro.
Supero
Si dice di un ovario quando è posto al di sopra dell'inserzione del perianzio (contrario di infero).

## T
Tallo
Corpo vegetativo non differenziato in radice, fusto e foglia.
Teca
Così si chiama una delle due metà (o casella o loggia) dell'antera all'interno della quale maturano i grani pollinici.
Tegumento
Rivestimento o copertura specifica (tipo tessuto o atto a qualche funzione particolare) di alcuni organi.
Teloma
Unità primordiale del corpo delle piante Tracheofite, costituita dall’estremità non ramificata del caule dicotomico; esso può essere sterile, o fertile quando termina con uno sporangio.
Tenuinucellata
Si dice della nocella, stadio primordiale dell'ovulo, quando è ridotta a poche cellule.
Tepali
Insieme dei sepali e petali non differenziati. Insieme costituiscono il perigonio.
Termotipo
Parametro bioclimatico legato alle temperature.
Tetrachenio
Frutto costituito da quattro acheni che si sviluppano dallo stesso fiore.
Tetradinamia
Particolare struttura dell'androceo a 6 stami: 4 lunghi e 2 laterali più brevi (situazione tipica delle Brassicaceae).
Tetramero
Si dice di un fiore diviso in 4 parti.
Tetraploide
In una pianta indica un nucleo contenente un numero doppio di coppie di cromosomi.
Tirso
Infiorescenza composta eretta (definita o indefinita) di tipo cimoso simile ad una pannocchia o un grappolo con diversi fiori su pedicelli opposti.
Tirsoide
Infiorescenza composta simile al tirso in cui l'asse principale è un racemo di cime, ma che a differenza del tirso termina con un fiore.
Tomento
Fitta peluria che si trova in genere nelle foglie o nei giovani rami.
Tomentoso
Ricoperto di peli con aspetto fioccoso, come di cotone (quasi feltroso).
Tricolpato
È il polline tipico delle Angiosperme Dicotiledoni ed è dotato di tre aperture o solchi perpendicolari al piano equatoriale.
Trigono
Organo (tipo fusto, picciolo, peduncolo o simili) prismatico a sezione triangolare.
Trimero
Si dice di un fiore diviso in 3 parti.
Tripennatosetta
Si dice di una foglia composta quando i singoli lobi sono suddivisi 3 volte.
Triplinervia
Foglia con tre nervature principali il cui decorso delle diramazioni converge verso l'apice della foglia.
Tubo calicino
Tubo formato dai sepali congiunti.
Tubo corollino
Tubo formato dalla porzione congiunta dei petali di una corolla gamopetala.
Tubuloso
Fiore tipico delle Asteraceae a forma cilindrica allungata.

## U
Umbone
Rilievo o prominenza centrale di organi vegetali, presente:
- nel cappello di numerosi tipi di funghi
- in alcuni frutti, come lime e limone

Unghia
Parte basale dell'attacco di certi petali (vessillo) sul talamo o ricettacolo.
Unifloro
Fusto provvisto di un solo fiore.
Uninervie
Foglia ad una sola nervatura centrale.
Unisessuale
Fiore in cui è presente solo una struttura riproduttiva, o la maschile o la femminile.
Urceolata
Corolla gamopetala a forma tubulare e chiusa come un orciolo.

## V
Valva
Una delle parti in cui si può suddividere un frutto deiscente maturo (capsula o follicolo).
Velamen
Velo di rivestimento delle radici aeree di alcune orchidee tropicali composto da cellule vuote e permeabili, che consente alla pianta di assorbire l'umidità atmosferica.
Vena
Nella foglia rappresenta il tessuto di conduzione.
Venatura
Disposizione variabile delle vene in una foglia.
Ventricoso
Organo qualsiasi che presenta irregolarità varie (corolla con espansioni e rigonfiamenti).
Verticillastro
Struttura simile al verticillo ma più irregolare generalmente associata alle descrizioni dei portamenti delle foglie e delle infiorescenze.
Verticillo
Un gruppo di strutture (foglie, sepali, petali, stami ecc.) con posizione determinata e disposizione circolare intorno ad un asse.
Vessillo
È il petalo più grande, molto colorato e vistoso in testa alla corolla delle Fabaceae (Leguminose o Papilionacee).
Vicarianti
Due specie sono ”vicarianti” quando abitano aree che fra di loro si escludono e quindi una sostituisce l'altra.
Viscidio
Sostanza viscosa posta su alcuni organi (ad esempio sul rostello del ginostemio delle orchidee).
Viviparia
Disposizione di alcune gemme (che assumono la forma di bulbilli) per riprodurre agamicamente la pianta generatrice.

## X
×
L'uso del simbolo "×" (pronunciato "per" in italiano e "cross" in inglese singolarmente, non pronunciato nella nomenclatura binomiale) in botanica è corretto e sancito dal Codice internazionale di nomenclatura botanica per indicare esclusivamente gli ibridi coltivati. In sostituzione può essere usato il prefissoide notho-.
Xantofilla
Pigmento giallo, carotenoide, presente nei vegetali.
Xenofita
Pianta esotiche introdotta in una data zona o volontariamente dall'uomo o in modo spontaneo.
Xenogamia
Impollinazione mediante polline della stessa specie ma prodotto da pianta diversa da quella che porta l'ovulo.
Xerofite
Piante adattate a vivere in luoghi secchi e che sono organizzate a resistere alla siccità.
Xilofago
Invertebrato che scava gallerie nel legno.
Xilopodio
Si riferisce alla base legnosa di un arbusto corta ma robusta e nodosa ("colonna di legno").

## Z
Zigomorfo
Fiore irregolare che presenta un solo piano di simmetria (simmetria bilaterale).
Zoocoria
Dispersione dei semi tramite animali.